# مبارکه (جرقویه علیا)
مبارکه روستایی در دهستان رامشه بخش جرقویه علیا شهرستان جرقویه استان اصفهان ایران است.

## جمعیت
بر پایه سرشماری عمومی نفوس و مسکن در سال ۱۳۹۵ جمعیت این روستا ۲۹۰ نفر (۹۴خانوار) بوده‌است.